# حراجة مجتمعية

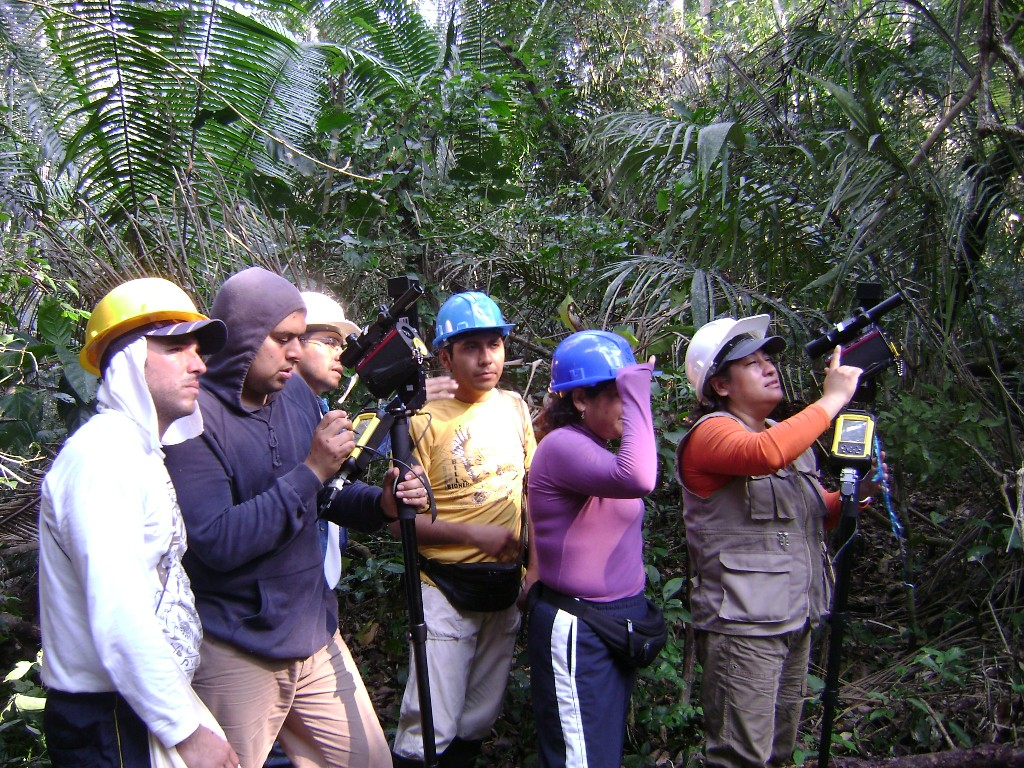
حراجة مجتمعية في بيرو

الحراجة المجتمعية هي فرع ناشئ من علم الحراج، يلعب فيه المجتمع المحلي دورًا رئيسيًا في إدارة الغابة، واتخاذ قرارات استخدام الأراضي في ظل دعم وتسهيلات تقدمها الحكومة ووكلاء التغيير. تشمل مشاركة وتعاون العديد من أصحاب المصلحة بما فيها المنظمات المجتمعية، والحكومية، وغير الحكومية. يعتمد مستوى مشاركة كل من تلك المجموعات على مشروع الحراجة المجتمعية المحدد، ونظام الإدارة المستخدم، والمنطقة. اكتسبت الحراجة المجتمعية مكانة بارزة في منتصف سبعينيات القرن الماضي، ويمكن الآن رؤية أمثلة عليها في العديد من البلدان مثل نيبال، وإندونيسيا، وكوريا، والبرازيل، والهند، وأمريكا الشمالية.

## لمحة عامة
الحراجة المجتمعية هي أحد فروع علم الحراج التي تتعامل مع الإدارة المجتمعية للغابات للحصول على عائدات من منتجات الغابة الخشبية وغير الخشبية على شكل سلع، وفي المقابل تنظيم النظام البيئي، واستفادة المناطق الموجودة عند مصبات الأنهار من حفظ مُستجمعات المياه، واحتجاز الكربون، والقيمة الجمالية على شكل خدمات. تُعتبر أحد أهم الخيارات الواعدة لدمج أهداف حفظ الغابات مع التنمية الريفية، وتمكين المجتمعات المحلية، والحد من الفقر. تُعرِّف منظمة الأغذية والزراعة التابعة للأمم المتحدة «الفاو» الحراجة المجتمعية بأنها: «أي موقف يتضمن مشاركة السكان المحليين في النشاطات الحراجية عن كثب». تنشأ الحراجة المجتمعية عندما يلعب المجتمع المحلي في منطقة ما دورًا كبيرًا في اتخاذ قرارات استخدام الأراضي، وعندما يكتفي المجتمع باستثمارها ويستفيد من إدارة الغابات المحيطة ومواردها. عمَّق معهد شيفيلد لأبحاث الاقتصاد السياسي مفهوم الحراجة المجتمعية بطرح مفهوم الغابة الروحية، والتي تُؤمن الموارد والمكان للحفاظ على هوية المعيشة، والقيم الثقافية الخاصة بالمجتمعات المحلية.
تُطبق الحراجة المجتمعية في البداية من خلال إنشاء إطار قانوني ومؤسساتي بما في ذلك مراجعة قواعد وقوانين إدارة الغابات، وتطوير الخطط الوطنية للغابات، وتعزيز لامركزية العمليات لتصبح في المستويات الوطنية الفرعية للحكومة. يتمثل خط العمل الثاني في تنفيذ مشاريع تجريبية لإثبات جدوى إطار عمل الغابات المجتمعية. مع ذلك، أظهرت دراسة أجراها معهد ما وراء البحار للتنمية أن المتطلبات الفنية الإدارية والمالية المنصوص عليها في إطار العمل تتعارض غالبًا مع واقع المصالح المحلية. ينطوي الإطار القانوني والمؤسساتي الناجح على تعزيز المؤسسات القائمة، وتمكين نشر الممارسات الملائمة وتعزيز القدرة المحلية على التنظيم والرقابة.
في مراجعة للحراجة المجتمعية أجرتها الفاو في عام 2016، أشارت التقديرات إلى أن ما يقارب ثلث مساحة الغابات في العالم تخضع لبعض أشكال الإدارة المجتمعية.

## لمحة تاريخية
ظهرت أهمية الحراجة المجتمعية لأول مرة في منتصف سبعينيات القرن الماضي واستمرت بالتطور خلال العقود القليلة الماضية في عدد متزايد من الدول. انخفض توفر موارد الغابات بدرجة كبيرة نظرًا إلى استخدامها من قبل السكان المحليين بسبب الطلب المتزايد على الأراضي القابلة للزراعة، بالإضافة إلى تأثيرات التغيرات الاقتصادية والسياسية. يرجع تطور الحراجة المجتمعية في نيبال إلى أواخر سبعينيات القرن الماضي، وأُدخِلَت في البداية في محاولة لتطوير إدارة موارد الغابات، ومعالجة القضايا البيئية التي كانت ذات أهمية عالية في البلدان التي تمتلك سياسة حراجية مركزية فاشلة. طُبِّقَت الحراجة المجتمعية خلال العقدين الماضيين بنجاح في العديد من البلدان النامية، وكان الهدف الرئيسي من تطبيقها هو الحد من الفقر في المجتمعات المحلية في مناطق الغابات وحفظ الغابات. نُفِّذَت الحراجة المجتمعية مؤخرًا في البلدان النامية، ونجحت في تحقيق أهدافها المتمثلة في الإدارة المستدامة للغابات، ووضع خطة عمل للتكيف مع تغير المناخ، وتأمين المنافع الاجتماعية والاقتصادية للمجتمعات المحلية.

## أصحاب المصلحة
هنالك أنواع كثيرة من أصحاب المصلحة المعنيين بالحراجة المجتمعية. تعد مشاركة مستويات متنوعة من المجتمع، والمنظمات الحكومية، وغير الحكومية، أمرًا ضروريًا لنجاح المشروع. تختلف أنواع أصحاب المصلحة بين مشاريع الحراجة المجتمعية المختلفة، والمجموعات الرئيسية منهم هي:
| المجتمع المحلي                                                                                      |
| المجتمعات المجاورة للغابة أو التي تعيش ضمنها                                                        |
| القيادات التقليدية بما فيها زعيم القرية، والكبار بالسن، وزعماء العشائر، والزعامات الروحية           |
| المنظمات المجتمعية بما فيها مجموعات مستخدمي الغابة، وشبكات القرى الخاصة بحماية الغابة، إلى ما هنالك |
| ممثلي المجتمع/ المجالس المحلية                                                                      |
| الحكومة                                                                                             |
| حكومة الولاية                                                                                       |
| حكومة البلاد                                                                                        |
| أقسام الزراعة، والحراج، والبيئة، إلى ما هنالك (الخاصة بالبلاد و/ أو المنطقة)                        |
| المنظمات غير الحكومية                                                                               |
| المجموعات البيئية أو مجموعات الحفظ الحيوي                                                           |
| النشاطات الحراجية التجارية                                                                          |
| النشاطات المعتمدة على الغابة (أي المنتجات المستخرجة من الغابة غير الخشب، مثل حيوانات الصيد)         |
| النشاطات السياحية                                                                                   |
| مجموعات رعاية الحيوان                                                                               |
| النظام البيئي الطبيعي                                                                               |

الجدول 1. أصحاب المصلحة الشائعون المنخرطون في الحراجة المجتمعية.
هناك مصلحة راسخة لدى أصحاب المصلحة المعنيين بالحراجة المجتمعية في توطيد ممارسات مستدامة، سواء كان ذلك بهدف تحقيق دخل منتظم والحفاظ عليه، أو لضمان حماية الغابات بشكل كافٍ لإطالة عمرها، أو لتقليل النشاطات غير الشرعية وإدارة المنطقة بطريقة تعزز السياحة، والحفظ الحيوي. توصَل أصحاب المصلحة في هذا الموقف إلى تسليم موارد الغابة للمجتمعات المحلية لحفظها وإدارتها والانتفاع منها وفق قرارهم الخاص. على الرغم من التطور الكبير، يبدو أن التحسين المستمر للتعاون بين الحكومات المحلية ومجتمعات الغابات يمثل نقطة أساسية لإدارة الغابات المجتمعية بشكل أفضل. وُضِعَت مجموعة واسعة من السيناريوهات المستقبلية للمساعدة في عملية اتخاذ القرارات البيئية.

## أفضل الممارسات
إن مشاركة المجتمعات هي أمر حتمي من أجل نجاح برامج الحفظ في الغابات المجتمعية. تُقدم الحكومات المهتمة بحفظ الغابات سياسات وتشريعات أثبتت فشلها عبر التاريخ في تحقيق النتائج المرجوة مثلما هو الحال في الصين ونيبال وبيرو. علاوة على ذلك، لا يوجد أي صاحب مصلحة قادر لوحده على ضمان نجاح هكذا برنامج.

## حفظ الحياة البرية
على الرغم من وجود القليل من الأبحاث حول دور الغابات المجتمعية في حفظ الحياة البرية، تُشير بعض الدراسات التجريبية إلى أنها تساعد في حفظ الحياة البرية. يحدث ذلك نتيجة تقليل الاضطرابات البشرية، وزيادة تجدد الغابة، وزيادة الغطاء الأرضي.

### نيبال
الأراضي العامة في نيبال هي ملك للدولة التي لا تملك غالبًا القدرة على مراقبتها وإدارتها. يؤدي ذلك غالبًا إلى الاستخدام المفرط للموارد من قبل المجتمع نتيجة نقص الحوافز. للتغلب على ذلك، أُدخلت برامج تتضمن مشاركة المجتمع المحلي وشُكّلت «مجموعات مستخدمي الغابات» لإدارة موارد الغابات من دون إعطائهم ملكية الأرض. أصبح نظام إدارة الغابات المجتمعية في نيبال واحدًا من بين ثمانية برامج ناجحة حول العالم معترف بها في مؤتمر الأمم المتحدة للتنمية المستدامة (ريو +20). عاد ذلك النظام بنتائج أفضل على المنطقة.